# Båstads församling
Båstads församling var en församling i Bjäre kontrakt och i Lunds stift. Församlingen låg i Båstads kommun i Skåne län. Församlingen uppgick 2010 i Båstad-Östra Karups församling.

## Administrativ historik
Församlingen bildades på 1400-talet genom utbrytning ur (Västra) Karups församling.
Församlingen var åtminstone från 1560 till 1 maj 1860 moderförsamling i pastoratet Båstad och Torekov. Från 1 maj 1860 till 1962 var församlingen i pastorat med Hovs församling, före 1 maj 1923 som annexförsamling, därefter som moderförsamling. Församlingen utgjorde från 1962 till 1972 ett eget pastorat för att därefter till 2010 vara moderförsamling i pastoratet Båstad och Östra Karup. Församlingen uppgick 2010 i Båstad-Östra Karups församling.

## Kyrkor
- Mariakyrkan